# Testi sacri ebraici

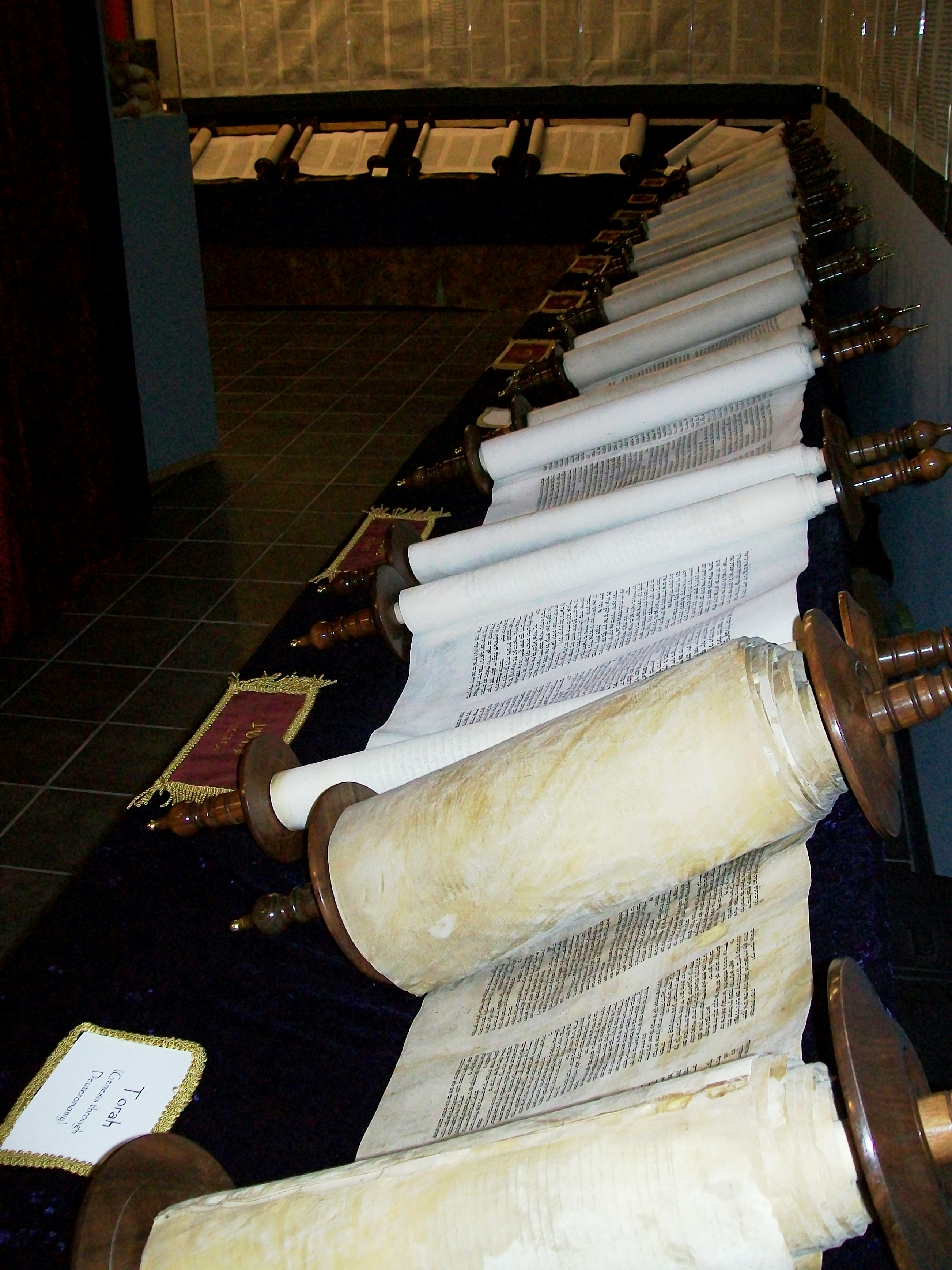
Serie di rotoli che compongono la Bibbia ebraica

I testi sacri ebraici sono i testi sacri dell'ebraismo e della fede ebraica. Il più importante è il Pentateuco, che fa parte della raccolta nota sotto il nome di Tanakh, che costituisce nella tradizione ebraica la Torah scritta.
Nella torah orale (Talmud) sono presenti tutte le discussioni in cui non mancano anche le regole che un ebreo deve seguire nella sua vita.

## Il Tanakh e la Torah
La Bibbia ebraica o Tanakh (raramente: Tenàkh, תנך, TNKh - acronimo con cui si designano i principali testi sacri dell'ebraismo questo indicati comunemente anche come Bibbia ebraica). Questi testi costituiscono, insieme ad altri libri non riconosciuti come canone dall'ebraismo (vedi sotto), l'Antico Testamento della Bibbia cristiana. Nell'ebraismo è la Torah scritta ricevuta dal capo dei profeti Mosè ed ereditata eternamente dal popolo ebraico.

### Pergamene
I rotoli su cui viene trascritta la Torah vengono identificati con il termine Sefer Torah (ebraico ספר תורה, pl. sefarim: "libri".). I Sefarim vengono solitamente custoditi all'interno dell'Haron HaKodesh, un particolare armadio che si trova in tutte le sinagoghe. Dato il carattere sacro del contenuto dei rotoli, esso viene scritto a mano da rabbini o soferim che, quando necessario, ne verificano anche l'assenza di errori. Quando una lettera sbiadisce o si cancella il Sefer Torah deve essere corretto. Se dovesse essere scoperto un errore di trascrizione il Sefer diviene inutilizzabile.

## Il Talmud
Il Talmud, a sua volta diviso in Mishnah e Ghemara, consiste in una raccolta di discussioni avvenute tra i sapienti e i maestri dentro e fuori il Sinedrio. Il Talmud Yerushalmi comprende principalmente le discussioni talmudiche tenute in Terra d'Israele, e fu concluso da Rabbi Yochanan nel III secolo. Il Talmud Bavli, più ampio, comprende principalmente le discussioni dei maestri delle diverse accademie di Babilonia (Naardéa, Sùra, Pumbédita), e fu concluso da Rav Ashi ed i suoi allievi nel V secolo. Essi formano la base della tradizione orale ebraica, a partire dalla quale fu codificato il canone definitivo, lo Shulchan Arukh.

## Il Midrash
Il Midrash è un metodo di interpretazione della Scrittura che, andando al di là del senso letterale (chiamato peshat, semplice, ovvio), scruta il testo in profondità per cercare di trarne applicazioni pratiche e significati nuovi.

Esistono decine di raccolte di Midrashim. Le più note: Midrash Rabbah, Midrash Tanchuma, Midrash Talpiot, Yalkut Shim'oni. Esiste un grande numero di opere midrashiche che vanno dal periodo mishnahico a quello gaonico, con evidenza di rielaborazione di materiale precedente: una lista compatta di tali opere viene fornita qui appresso. La cronologia data nella tabella è approssimativa, perché molti di questi lavori sono stati composti nel corso di un lungo arco di tempo, prendendo in prestito e raccogliendo materiale da versioni precedenti: la rispettiva storiografia è quindi un po' incerta e oggetto di dibattito tra gli studiosi. Nella tabella, "n.e." indica che l'opera in questione non è esistente se non in riferimenti secondari.
| Data stimata                          | Esegetica                                                | Omiletica                                                | Narrativa                                  |
| ------------------------------------- | -------------------------------------------------------- | -------------------------------------------------------- | ------------------------------------------ |
| Periodo Tannaitico (fino al 200 e.v.) | Mekhilta Mekilta le-Sefer Devarim (n.e.) Sifra Sifre     | Alfabeto di Akiba ben Joseph (?)                         | Seder Olam Rabbah                          |
| 400–650 e.v.                          | Genesi Rabbah Lamentazioni Rabbah                        | Levitico Rabbah Pesikta de-Rav Kahana Midrash Tanhuma    | Seder Olam Zutta                           |
| 650–900 e.v.                          | Midrash Proverbi Ecclesiaste Rabbah                      | Deuteronomio Rabbah Pesikta Rabbati Avot di Rabbi Nathan | Pirke de-Rabbi Eliezer Tanna Devei Eliyahu |
| 900–1000 e.v.                         | Midrash Salmi Esodo Rabbah Rut Zuta Lamentazioni Zuta    |                                                          |                                            |
| 1000–1200                             | Midrash Aggadah di Moses ha-Darshan Midrash Tadshe       |                                                          | Sefer haYashar                             |
| Successivi                            | Yalkut Shimoni Midrash ha-Gadol Ein Yaakov Numeri Rabbah |                                                          |                                            |

## Altri testi rabbinici
1. Zugot
2. Tannaim
3. Amoraim
4. Savoraim
5. Gaonim
6. Rishonim
7. Acharonim

Si include comunque nella "letteratura rabbinica" in senso lato l'intera gamma di scritti rabbinici nel corso di tutta la storia dell'ebraismo. Però spesso il termine si riferisce specificamente all'era Talmudica, opposta alle opere medievali e moderne, e quindi corrisponde al termine ebraico Sifrut Hazal (ספרות חז"ל; "Letteratura [dei nostri] saggi [di] beata memoria", ove Hazal normalmente sta a significare solo quei saggi dell'era talmudica). In questo senso più specifico di "Letteratura rabbinica" — con riferimento ai Talmudim, Midrash e rispettive scritture, ma quasi mai a testi successivi — il termine viene usato e citato nella letteratura accademica contemporanea e nelle bibliografie moderne. D'altra parte, i termini meforshim e parshanim (commentari/commentatori) quasi sempre si riferiscono a scrittori post-talmudici successivi, che hanno apportato glosse rabbiniche su testi biblici e talmudici.

### Mussar
Il termine ebraico Mussar (מוּסַר) deriva dal Libro dei Proverbi 1:2 e significa "condotta morale", istruzione o disciplina. La parola viene usata per il Movimento Musar a fare da riferimento all'osservanza e sviluppo della disciplina etica e morale. Infatti, il Movimento Musar ha dato grandi apporti all'etica ebraica e alla letteratura mussar, prendendo originariamente spunto dalla tradizione che enfatizzava gli insegnamenti morali basati sull'etica contenuta nelle opere rabbiniche, specialmente presenti nella letteratura mussar dei secoli precedenti (dal Medioevo in poi), e usando la parola ebraica per significare disciplina e/o correzione etica.

### Codici di Legge ebraica
I codici della legge ebraica sono principalmente riuniti e/o citati col termine halakhah (ebr. הלכה), che rappresenta la tradizione "normativa" religiosa dell'ebraismo rabbinico, codificata in un corpo di Scritture e include la legge biblica (613 mitzvòt) e successive leggi talmudiche e rabbiniche, come anche tradizioni e usanze.
Tra tali codici si annoverano:
- Mishneh Torah
- Arba'ah Turim
- Shulchan Aruch
- Beit Yosef
- Chayei Adam
- La letteratura dei responsa

### Cabala
La definizione di Cabala varia a seconda delle tradizioni e fini di coloro che la seguono, La Cabala è un insieme di insegnamenti esoterici intesi a spiegare il rapporto tra un immutabile, eterno e misterioso Ein Sof ("senza fine") e l'universo mortale e finito (creazione di Dio). Sebbene sia molto utilizzata da alcune correnti ebraiche, non è una confessione religiosa in sé e di per sé. Essa costituisce le fondamenta di interpretazione religiosa mistica. La Cabala mira a definire la natura dell'universo e dell'essere umano, della natura e dello scopo dell'esistenza, e di varie altre questioni ontologiche. Presenta inoltre i metodi per aiutare la comprensione di questi concetti e raggiungere quindi la realizzazione spirituale.

## Filosofia ebraica
In passato i pensatori ebrei hanno applicato la filosofia analitica all'Ebraismo per rafforzare le basi della fede. Tra coloro che presero questa posizione si notano Saadya Gaon, Gersonide, e Abraham ibn Daud. Tra le opere più importanti si contano:
- Guida dei perplessi, di Maimonide
- Fons Vitae, di Avicebron

## Tefillot
La Preghiera ebraica, chiamata in ebraico תְּפִלָּה‎?, tefilláh (plur. in ebraico תְּפִלּוֹת‎?, tefillos o tefillót) consiste di recitazioni che formano parte dell'osservanza e pratica dell'ebraismo e sono spesso estratte da testi sacri, con istruzioni e commentario. Vengono riportate siddur, il tradizionale libro di preghiere ebraico. Grazie alla tradizione, tre funzioni di preghiere sono recitate quotidianamente:
1. Shacharit o Shaharit (שַחֲרִת), dell'ebraico: shachar o shahar (שַחָר) "luce mattutina";
2. Mincha o Minha (מִנְחָה), le preghiere pomeridiane chiamate col nome dell'offerta di farina che accompagnava i sacrifici del Tempio di Gerusalemme;
3. Arvit (עַרְבִית) o Ma'ariv (מַעֲרִיב), "vespro";

Preghiere aggiuntive:
- Musaf (מוּסָף, "aggiunta") sono recitate dalle congregazioni di ebrei ortodossi e conservatori nello Shabbat e durante le principali Festività ebraiche (incluse Chol HaMoed) e Rosh Chodesh.
- Un quinto servizio di preghiera, il Ne'ilah (נְעִילָה, "chiusura"), viene recitato solo per lo Yom Kippur, il Giorno dell'Espiazione.

Secondo il Talmud, la preghiera è un comandamento biblico ed il Talmud fornisce due ragioni perché ci siano tre preghiere basilari: per ricordare i sacrifici quotidiani al Tempio di Gerusalemme; ciascuno dei Patriarchi ha istituito una preghiera: Abramo il mattino, Isacco il pomeriggio e Giacobbe la sera. Viene fatta distinzione tra la preghiera individuale e la preghiera comune che richiede un quorum noto come minian ed è preferibile in quanto consente l'inclusione di preghiere che altrimenti dovrebbero essere omesse.

### Siddurim
Siddur (ebraico: סידור, pl. Siddurim), è il libro quotidiano di preghiere ebraiche e contiene testi sacri che vengono letti durante i servizi liturgici. Esistono diversi tipi di siddurim, a seconda dei riti. I principali sono:
- ashkenazita - degli ebrei dell'Europa Centro-Orientale;
- sefardita - degli ebrei originari della penisola iberica espulsi nel 1492 dalla Spagna ed espulsi nel 1497 dal Portogallo: quelli che non lasciarono il Portogallo si videro costretti a convertirsi ufficialmente al cristianesimo, ma nell'ambito della vita familiare rimasero fedeli all'ebraismo;
- Italki - degli ebrei italiani, gli Italkim;
- romaniota - degli ebrei greci.

Le prime parti del libro di preghiere ebraico sono lo Shema Yisrael ("Ascolta O Israele") (Deuteronomio 6:4 et seq.), e la Benedizione sacerdotale (Numeri 6,24-26), che si trovano nella Torah. Una serie di diciotto (attualmente diciannove) benedizioni chiamata Shemoneh Esreh o Amidah (ebraico: "[preghiera] in piedi"), è tradizionalmente attribuita alla Grande Assemblea del tempo di Esdra, alla fine del periodo biblico. Il nome Shemoneh Esreh, letteralmente "diciotto", è un anacronismo storico, dal momento che ora contiene diciannove benedizioni. Fu solo verso la fine del periodo del Secondo Tempio che le diciotto preghiere dell'Amidah settimanale vennero standardizzate. Anche a quel tempo la loro formulazione e ordine precisi non erano ancora fissati e variavano da luogo a luogo. Molti studiosi moderni ritengono che alcune parti dell'Amidah provengano dall'opera apocrifa (per ebrei e protestanti) chiamata Siracide.

## Shee'loth uTeshuvot
Shee'loth uTeshuvot (lett. "domande e risposte"), è il nome di una raccolta, tuttora in via di ampliamento, di tutte le domande che vengono poste e di tutte le risposte che sono fornite dai rabbini. Il tutto forma parte dei responsa ebraici che riuniscono interpretazioni di problematiche scritturali religiose:  mentre la Bibbia ebraica (la legge scritta) e il Talmud (la legge orale) coprono molti argomenti, a volte sorge una domanda che non è direttamente risolta da queste opere. In tal caso, un rabbino o altro "esperto" leader di una data comunità ebraica, risponde per iscritto alla questione sollevata altrove. Tali collezioni di domande e le relative risposte di accompagnamento sono appunto chiamati "responsa".
 La storia dei responsa nell'Ebraismo copre un periodo di 1700 anni. I responsa rabbinici costituiscono una categoria speciale di letteratura ebraica, differendo in forma, ma non necessariamente nei contenuti, dai commentari rabbinici dedicati all'esegesi della Bibbia ebraica, della Mishnah, del Talmud e della Halakha (i codici della legge religiosa ebraica). I codici stessi contengono le regole dei quotidiani incidenti della vita. La letteratura dei responsa copre tutte quelle occasioni/materie dove una normativa risulta necessaria per attenersi alle mitzvot di condotta ebraica.